# ميثراداتس السادس
يثريداتس' أو ميثراداتس ملك البنطس بين عامي 120 ق.م. – 63 ق.م. ولقب بميثراداتس العظيم ولقب أيضا بيوباتور، تولى الحكم وهو ابن 12 عاما خلفا لأبيه ميثريداتس الخامس البنطي تحت وصاية أمه وخاض بسبب طموحاته التوسعية ثلاثة حروب مع روما.

## الحملات الأولى
أظهر ميثريداتس طموحا ليستولي على آسيا الصغرى وأخضع إقليم كولخيس واستلمت له المملكة البوسفورية مقابل أن يحميها من أعدائهم السكيثيين والإغريق ونجح في هذا.
وجه اهتمامه بعد ذلك نحو الأناضول عندما كانت روما في مجدها، ووضع ابنه أرياراثس على عرش كابادوكيا وقرر اقتسام بافلاغونيا وغالاتيا مع نيقوميدس الثالث ملك بيثينيا قبل أن يتوضح له أن نيقوميدس وجه بلاده نحو تحالف مع روما ضده ليرد ميثريداتس عليه ويهزمه في مجموعة معارك ويتدخل الرومان لدعم بيثينيا لكن المواجهة المباشرة بينهم وبين البنطس أصبحت وشيكة ومحتمة. فبينما كان يظهر أن ميثراداتس كان يذعن فقد كان يحمل الضغينة للرومان الذين احتلوا فريجيا عندما كان صغيرا وهدف لطردهم من آسيا الصغرى.

## الحرب الميثراداتية الأولى (88 ق.م. – 84 ق.م)
ابتدأت الحرب بعدما نيقوميدس المقاطعات البنطية بتحريض من الرومان، فرد بسرعة وأعلن الحرب، واستطاع ميثراداتس أن يخضع أغلب آسيا الصغرى ويتوجه نحو نيقوميدس الرابع ملك بيثينيا الذي كان دمية عند الرومان، فاستطاع أن يهزم جيوش روما وأمر بقتل كل الرومان في آسيا الصغرى فراح ضحيتها 80000 شخص بين رجال ونساء وأطفال. وأمر بإرسال جنوده إلى أرض اليونان واحتل جنرالاته أثينا.
لكنه يتصادم مع الرومان بقيادة سولا فيهزم ميثراداتس في معركة أورخومينوس ثم يهزمه مجددا في آسيا الصغرى وتتبع بعد ذلك اتفاقية تلزم ميثراداتس بدفع تعويضات (كانت التعويضات عبارة عن 2000 من العمال المهرة) وتسليم كل ما استولى عليه وانشغل سولا بمواجهاته مع غايوس ماريوس.

## الحرب الميثراداتية الثانية (82 ق.م. – 81 ق.م.)
قام مورينا بغزو البنطس دون أي سبب واضح عام 83 ق م ولكنه هزم في السنة التي بعدها وحاول ميثراداتس تجديد فتوحاته لكن الرومان هزموه مجددا ويعودون لاتفاقية عام 84 ق.م.

## الحرب الميثراداتية الثالثة (74 ق.م. – 63 ق.م.)
كان لوكولوس قد انتصر مرتين في تيغرانوكيرتا (69 ق م) وأرتاكساتا في السنة التي بعدها ويرتبك بسبب التمرد في جيشه وهزيمة ملازمه فابيوس، في البداية يبدأ ميثراداتس حملة ناجحة فينتصر على الرومان في بيزنطة وكذلك انتصر على المستشار الروماني كوتا في خالكيدون لكن لوكولوس يهزمه في كيزيكوس 73 ق.م. ثم في نيكوبوليس 71 ق.م. فيفر بعدها إلى أرمينيا مع صهره تيغرانس.
ويعود بعد انسحاب الرومان ويحاول جمع جيش بمساعدة ابنه الأكبر مانخارس ملك المملكة البوسفورية لكنه لم يشأ مساعدته لأن روما اعترفت به فيأمر أبوه بقتله، أما ابنه الأصغر فارناقس الثاني فقاد ثورة سكيثية ضد أبيه بتحريض من روما، ثم يتحرك بومبي الذي خلف لوكولوس عام 66 فيتصدى له ويسحقه هو وتيغرانس.
في عام 64 كان ميثراداتس قد أحكم سيطرته على مدينة بانتيكابايوم في البيلوبونيز، وخطط لحملات جديدة ضد الرومان قبل أن تثور قواته عليه.

## النهاية
يقال أن ميثراداتس قتل من قبل عبد، وتقول رواية أنه كان قد يعرف ترياقا لكل السموم المعروفة وأنه حاول أن ينتحر عبثا بالسم قبل أن يقول لأحد المرتزقة الغاليين بأن يطعنه أو أنهم أعطوه خنجرا وأجبروه أن يطعن نفسه أو قال لصديقه أن يطعنه وأصبح بذلك أسطورة عن الملك الذي لا يقتله سم. وانتهى بذلك اخطر أعداء روما في آسيا الصغرى وأرسلت جثته إلى بومبي الذي دفنها في الضريح الملكي في سينوب.

## صورة ميثراداتس
الكتابات القديمة تضع ميثراداتس في هالة رومانسية، حيث يتم وصف العديد من صفاته الخارقة كشجاعته وحجمه وقوته الجسديين ومهارته في استعمال الأسلحة وركوب الخيل وسرعته في الجري ومقدرته على الكل والشرب، وذكائه الخارق وتفوقه في 22 لغة رفعت إلى درجة خرافية.
كان قد تحصل على بعض لتعليم اليوناني فقد جمع الدقة والإيمان بالخرافات وقوة التحمل الموجودة لدى الرجل الشرقي، وقد جمع التحف الغريبة وأعمال الفن وكذلك جمع الأدباء الإغريق حوله وأعطى الجوائز لأفضل الشعراء والأكلة، وكان يقضي أغلب وقته يمارس السحر، ومنها ما قيل أن لا سم يؤثر فيه.
لم يكن ميثراداتس يثق بأحد ناس بأحد فقد قتل أمه وزوجته وأبناءه ولكي يمنع حريمه من الوقوع لدى أعدائه قام بقتل جواريه، وكذلك فأتباعه المخلصون لم يكونوا بمأمن أبدا، ولثماني عشرة أظهر نفسه كمنافس غير جدير لسولا ولوكولوس وبومبي.